# سیارک ۲۵۱۲۵
سیارک ۲۵۱۲۵ (به انگلیسی: 25125 Brodallan، نامگذاری:1998RN78) بیست و پنج هزار و صد و بیست و پنجمین سیارک کشف شده‌است که در ۱۴ سپتامبر ۱۹۹۸ کشف شد.
قدر مطلق سیارک برابر ۱۸.۶ است.